# Ведмедиця м'ятна
Ведмедиця м'ятна, також ведмедиця крапчаста, ведмедиця біла, ведмедиця швидконога (Spilosoma lubricipeda) — метелик з родини ведмедиць.

## Морфологічні ознаки
Розмір метелика — 15-23 мм. Розмах крил 34 — 48 мм. Фон крил білий, може бути світло-жовтим, особливо у північних областях. Чорні цятки на крилах сильно варіюють за кількістю і густотою, іноді взагалі відсутні, проте в центрі заднього крила завжди розташовується одна пляма. Для цього виду характерне жовте черевце з білим кінцем. Хоботок розвинений слабо. Вид схожий на ведмедицю кропив'яну, але відрізняється великою кількістю плям на передніх крилах, які розташовані менш впорядковано. На задніх крилах плям також більше.

## Поширення
Поширена по всій Європі (крім півночі), на Кавказі, у Середній Азії, Сибіру, Далекому Сході.
Живе майже всюди, зокрема у містах та садах.

## Особливості біології
Літ метеликів у травні-червні, у великій кількості летить на світ. При небезпеці прикидається мертвим, у процесі вдавання тіло метелика вигинається і ворогові демонструється жовто-чорний малюнок на черевці, який повинен зробити страшний ефект.
Гусениця темно-бура, з пучками довгих чорних волосків, білими дихальцями та жовтуватою спинною лінією. Годується на м'яті, вербі, кропиві, люцерні, гірчаку, щавлі, малині, гороху, конюшині, журавці, чорниці, подорожнику, кульбабі, салаті та інших травах. Гусениці неїстівні, що, втім, характерно і для личинок багатьох інших ведмедиць.